# Anthene katera
Anthene katera är en fjärilsart som beskrevs av Talbot 1937. Anthene katera ingår i släktet Anthene och familjen juvelvingar. Inga underarter finns listade i Catalogue of Life.